# Dornier Do 19
Dornier Do 19 – niemiecki, czterosilnikowy samolot bombowy dalekiego zasięgu z okresu przed II wojną światową; oblatany 28 października 1936. Konstrukcja powstała w ramach niemieckiego programu budowy bombowców strategicznych dalekiego zasięgu, które byłyby w stanie osiągnąć Ural w przewidywanej wojnie z ZSRR. Projekt realizowano pod dowództwem generała Walthera Wevera. Zbudowano trzy egzemplarze prototypowe maszyny. Po śmierci Wevera w katastrofie lotniczej w czerwcu 1936, jego następca Albert Kesselring zarzucił plany budowy dużych bombowców dalekiego zasięgu z powodu trudności zaopatrzeniowych w niektóre surowce niemieckiego przemysłu i zdecydował o rozwoju konstrukcji bombowców taktycznych. W 1938 oblatany prototyp przebudowano na samolot transportowy, pozostałe dwa złomowano.